# Lily of the Valley (Band)

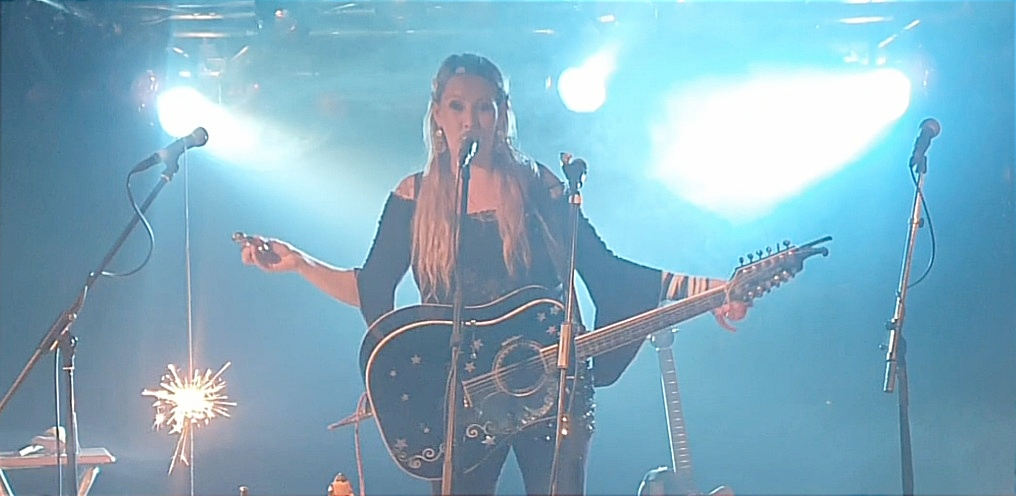
Lily of the Valley, Daniela Scherer spielt Gitarre und singt, Kreativfabrik Wiesbaden 2021

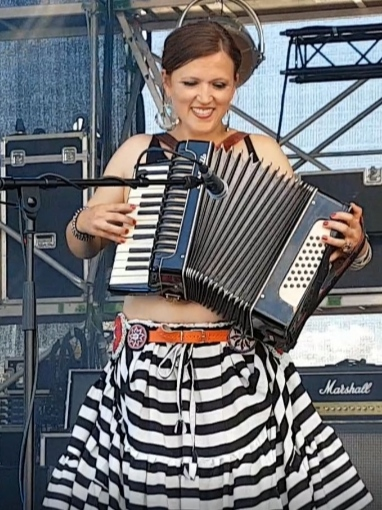
Lily of the Valley, Carolin Kaul spielt Akkordeon, Lott-Festival 2017

Lily of the Valley (englisch für Maiglöckchen) ist eine deutsche Folk-Rock-Band um die Leadsängerin, Songschreiberin und Gitarristin Daniela Scherer (* 14. Oktober 1972 in Berlin als Daniela Kaul). Der enge Kreis der Band besteht aus „Dani“ Scherer und ihrer Schwester Lily Kaul (* 11. Oktober 1977 als Carolin Kaul). Im Jahr 1992 als Girlband gegründet, tritt die Gruppe mit komplett weiblicher Besetzung auf. Sie ist mit eine der am längsten ohne Pause bestehenden Indie-Frauenbands. Sie vereint in ihrem Repertoire musikalische Elemente aus Folk, Chanson, Pop, Ethno World Music und Rock.

## Geschichte und Ursprung
Die Initiatorin Daniela Scherer, damals noch unter ihrem Mädchennamen Daniela Kaul (geb. 1972 in Berlin-Charlottenburg), älteste von drei Schwestern, schrieb schon im Alter von 13 Jahren eigene Lieder, die sie ab 1988 als Straßenmusikerin unter anderem in Dublin, Prag, Rom und Barcelona vortrug.
1992 wurde Lily of the Valley in Idar-Oberstein gegründet, nachdem Daniela Scherer 1991 für eine Schulaufführung anlässlich eines Friedensfestes zwei Lieder komponiert hatte. Die beiden Friedenslieder Fly Little White Bird und What About the Other Children wurden gemeinsam mit ihren beiden Schwestern Anke Lüdemann (geb. Kaul) und Carolin Kaul sowie mit der befreundeten Eva Risch und Katja Rieth vorgetragen.
In der Band Lily of the Valley spielten die drei Schwestern Daniela Scherer (Leadgesang, Gitarre, Querflöte), Anke Lüdemann (Kontrabass, E-Bass, Gesang, Akkordeon, Blockflöte) und Carolin Kaul (Schlagzeug, Gesang), Eva Risch (Bratsche, E-Bass, Gesang, Akkordeon) und Karolina Koprowski Sierocki (Gesang, Gitarre) ihren ersten öffentlichen Auftritt anlässlich des internationalen Frauentages am 8. März 1992.
Bis 1993 trat Lily of the Valley bereits auf Veranstaltungen in kleinen Clubs und bei Open-Air-Festivals wie zum Beispiel dem Lott-Festival auf, womit sie ihren Bekanntheitsgrad ausweiten konnten. Fast alle gespielten Stücke wurden schon zu diesem Zeitpunkt selbst komponiert.
Im Mai 1994 gewannen die Musikerinnen den 3. Platz des SWF3-Nachwuchswettbewerbs Rookies. Eine monatlich ausgeschriebene Video-Produktion beim Sender SWF3 gewannen sie im August desselben Jahres. Das entstandene Musikvideo für den Song Baba Yaga wurde zu einem TV-Auftritt von Lily of the Valley in der Sendung Na und (damalige Moderation Anke Engelke) gezeigt. 1995 gewannen Lily of the Valley bei dem Nachwuchswettbewerb Treffen Junge Musik-Szene, organisiert von den Berliner Festspielen. Die Jury wurde durch namhafte Persönlichkeiten, unter anderem Smudo von den Fantastischen Vier vertreten. Im Anschluss gab Lily of the Valley drei Konzerte in Berlin und spielte im bekannten Berliner Club Quasimodo.
Im Herbst 1995 lernten die Musikerinnen auf einem Konzert in Frankfurt Nikolai Tomas kennen, den Sänger der Band Poems for Laila. Im November wurden sie daraufhin als Vorgruppe der Deutschland Tour von Poems for Laila engagiert. Weitere Auftritte in ganz Deutschland folgten 1996 bis 1998. Unter anderem trat die Band 1998 in Düsseldorf bei einer UNICEF-Gala auf.
Das erste Album Shine On erschien 1998 auf CD. Danach folgten Auftritte in Österreich, Frankreich und anderen Ländern.
1999 wurde Lily of the Valley von der Jury des Deutschen Musikrates und Jeunesses Musicales gewählt, um Deutschland auf dem internationalen Nachwuchsfestival Music Crossroads Festival in Mosambik, Afrika, zu vertreten. Durch die Reise im April und Mai 1999 nach Afrika hatten sie die Möglichkeit, acht weitere Konzerte sowie zwei Radio-Interviews in der Hauptstadt Maputo zu geben.
Im April 2000 hatten Lily of the Valley einen Live-Auftritt auf der Musikmesse Frankfurt. Im August 2000 wurde die Musikgruppe im Rahmen der Expo 2000 durch ein Gremium, bestehend aus Vertretern des Kultur- und Ereignisprogramms der Expo 2000, des Deutschen Musikrates, des Jeunesses Musicales, dem Verband deutscher Musikschulen und der European Association of Youth Orchestras, ausgewählt und von der Generalkommissarin Birgit Breuel zu vier Konzerten nach Hannover eingeladen. Am 31. August 2000 wurde ein Auftritt der Band Lily of the Valley im Expo Magazin des ZDF moderiert und ausgestrahlt.
2001 verließ Eva Risch die Band.
2002 wurde die EP Secrets mit 5 Songs produziert und auf CD veröffentlicht.
Ab 2004 spielte Miko Mikulicz die Geige bei Live-Auftritten. Das zweite Studio-Album Sunrise wurde mit unterstützender Mitwirkung von Miko Mikulicz (Geige), Angela Frontera (Percussion, Surdo, Udu, Agogo, Bimbau), Olaf Anton (E-Gitarre), Stefan Wiesbrock (Git., Cello) und Bertil Mark (Schlagzeug, Percussion) von Lars Lüdemann produziert.
2005 wurde das Album auf der CD-Release-Party im Kulturcafé Uni Mainz veröffentlicht. Die Band spielte weitere Auftritte auf dem Hunsrück Open-Air, dem Folklore-Festival (Wiesbaden), dem Maschseefest in Hannover, dem Internationalen Kulturlustgarten in Berlin, auf dem Little Woodstock Festival und vielen mehr.
2007 kam Nicole Ansperger für den Auftritt auf dem Eurofolk Festival Ingelheim in die Band und spielte ab da auch weitere Lily of the Valley-Konzerte mit ihrer 7-saitigen Geige.
2009 und 2010 spielte Claudia Lippmann Schlagzeug und Percussion bei Lily of the Valley.
2015 kam Uta Wagner als Schlagzeugerin zurück in die Band.
2019 kamen mit der digitalen Produktion der EP Summernight’s Air erstmals elektronische Einflüsse von Hans from Space Craft in das Repertoire von Lily of the Valley.
2023 verließ die mittlere der drei Schwestern Anke Lüdemann (Gesang, Bass, Blockflöte, Klavier) die Band. Lily of the Valley veröffentlichte den neuen Song Mint Melody und das Album Wildflowers.

## Auszeichnungen
- 1994: 3. Platz des SWF3-Nachwuchswettbewerbs Rookies
- 1995 Mai: 1. Platz Nachwuchswettbewerb Treffen Junge Musik-Szene der Berliner Festspiele
- 1995 Aug.: Gewinner der monatlichen Ausschreibung beim Sender SWF3 für eine Musikvideo-Produktion
- 1999: Wahl zur Deutschland-Vertretung auf dem internationalen Nachwuchsfestival Music Crossroads Festival in Afrika

## Wichtige Auftritte
- 16.05.1994 – Radio-Ausstrahlung Baba Yaga, SWF3 Pop Shop
- 13.08.1994 – TV-Ausstrahlung Videoclip Baba Yaga & Interview, SWF Na und mit Anke Engelke
- 04.02.1998 – Radio-Ausstrahlung Baba Yaga, Radio RheinWelle 92,5
- 09.08.1998 – Live-Auftritt UNICEF-Gala, Hilton Hotel Düsseldorf
- 22.09.1998 – TV-Ausstrahlung HR Bilderbogen, 45$ Blues, Lily of the Valley & Interview
- 31.08.2000 – Playback-Auftritt mit TV-Übertragung im ZDF Expo Magazin
- 24.04.2020 – Tom’s Musikkeller, Enkirch
- 25.–26.05.2020 – Horizonte Festival, Koblenz

## Diskografie
- 1998: Shine On (Album, Anton Productions)
- 2002: Secrets (EP, La Lü La Fleur Productions – Lars Lüdemann)
- 2005: Sunrise (Album, La Lü La Fleur Productions – Lars Lüdemann)
- 2019: Summernight's Air (Digital EP, Hans From Space)
- 2023: Wildflowers (Album)

## Zeitungsartikel
- Erfrischende Unbekümmertheit am „Backes“, unbekanntes Pressemedium, Raversbeuren, 1993
- Frauenpower mit Lily, Zeitungsartikel Rhein-Hunsrück Wochenspiegel, 24. April 1996
- Frauen mit Power – „Lily of the Valley“ spielt in Gieleroth, unbekanntes Pressemedium, Juni 1996
- Paradiesvögel sind weiblich, Zeitungsartikel Badische Zeitung, 18. Mai 1998
- Eigener Stil statt Plattenvertrag, Zeitungsartikel Jörg Staiber, Nahe-Zeitung Idar-Oberstein, 15. August 1998
- Auftritt „Kick Atemlos-Festival“ Frankfurt, Zeitungsartikel Frankfurter Rundschau, 23. Januar 1999
- Rockende Pfarrerstöchter in Afrika und bei „Expo 2000“, Zeitungsartikel Westfälische Rundschau, November 1999
- Die rockigen Schwestern – Seit 15 Jahren gibt es die Wiesbadener Band „Lily of the Valley“, Zeitungsartikel Frankfurter Rundschau, 21. November 2006
- Jazztage – Erfolgreiche Musiker mit Wurzeln aus der hiesigen Region, Zeitungsartikel Jörg Staiber Nahe-Zeitung Idar-Oberstein, 27. Mai 2015
- Reise durch das Leben, Rhein-Hunsrück-Zeitung, 19. September 2017